# Arvid Ludvig Holmqvist
Arvid Ludvig Holmqvist, född 4 september 1821 i Köpings stadsförsamling, Västmanlands län, död 30 juni 1903 i Arboga stadsförsamling, Västmanlands län, var en svensk rådman och politiker.
Holmqvist var verksam som rådman och handelsman i Arboga. Han var riksdagsman för borgarståndet i 
Arboga och Lindesberg vid ståndsriksdagen 1859/60. Vid ståndsriksdagen 1862/63 företrädde han borgarståndet i Arboga, Lindesberg och Mariefred. Ståndsriksdagen 1865/66 företrädde han borgarståndet i Arboga och Mariefred.